# Somatogyrus nanus
Somatogyrus nanus är en snäckart som beskrevs av Walker 1904. Somatogyrus nanus ingår i släktet Somatogyrus och familjen tusensnäckor. IUCN kategoriserar arten globalt som akut hotad. Inga underarter finns listade i Catalogue of Life.